# John Smith (labourledare)
John Smith, född 13 september 1938 i Dalmally, Argyll and Bute, Skottland, död 12 maj 1994 i London, var ledare för det brittiska partiet Labour mellan 1992 och 1994. Han var handelsminister mellan 1978 och 1979.
John Smith gick i skolan i Dunoon i Argyll and Bute och studerade sedan juridik vid Glasgows universitet. Under sin studietid vann han en debattävling arrangerad av Observer. Han gick med i Labour 1956. Han arbetade som advokat fram tills han valdes in i parlamentet 1970. Under Labours regeringsperiod på 1970-talet ledde han de kontroversiella decentraliseringsförslagen för Skottland och Wales i underhuset. Han var handelsminister mellan 1978 och 1979 i James Callaghans regering. Han var sedan finansminister i Labours skuggregering 1987-1992.
1992 tog han över som partiordförande efter Neil Kinnock. Under hans tid på posten avskaffades fackens blockröstning på partikongresserna under mottot "en medlem, en röst". Under Smiths ledning kunde Labour vinna ett försprång gentemot regeringen men 1994 dog Smith plötsligt i en hjärtinfarkt. Han ligger begravd på ön Iona. Labours partihögkvarter bär namnet John Smith House.